# Ekebyhovs slott
Ekebyhovs slott är en slottsliknande herrgård och tidigare säteri vid Björkuddsvägen 107 i Ekerö kommun i Stockholms län. Ofta stavas namnet fortfarande på äldre vis, nämligen Ekebyhof. Dagens huvudbyggnad i karolinsk stil uppfördes i slutet av 1600-talet för Carl Gustav Wrangel och fullbordades vid början av 1700-talet av dåvarande ägaren, friherre Erik Lovisin. Egendomen, som omfattar en areal om 375 hektar, har sedan gått genom olika släkter. Herrgården bevarar i dag flera värdefulla interiörer med inredningsdetaljer från fyra århundraden och sägs möjligen vara Sveriges och Europas största bevarade träslott. Vad gäller Europa är detta påstående dock mycket diskutabelt, eftersom till exempel kungabostaden Stiftsgården i Trondheim är betydligt större.
Anläggningen ägs sedan 1980 av Ekerö kommun och används under vardagarna för kurser och konferenser och på helger för bröllop, middagar och fester. Huvudbyggnaden, parken och det så kallade Citadellet är sedan 1970 ett lagskyddat byggnadsminne. Vid Ekebyhovs slott finns sedan 1998 Ekebyhovs Äppelgenbank.
Ekebyhovs slott användes som inspelningsplats för SVT:s julkalender Mirakel (2020).

## Medeltiden
I medeltida handlingar omnämndes ofta en ort Jungfruhamn, plats för viktiga riksmöten, som troligen låg i Ekerö socken vid dagens Jungfrusund, dåvarande sundet mellan Ekerön och Gällstaö. På Ekerön, fanns tre gårdar, Gällstagårdarna, Ekeby och Hofgården, som samtliga ägdes av Sten Sture d.ä.. Gällsta var belägen mitt på Ekerön och den dominerande byn under yngre järnåldern. Ekeby, som låg ungefär 400 meter sydsydväst om dagens Ekebyhov, är tidigast omnämnt 1356. Hofgården (ej att förväxla med Hovgården på Adelsön), var den fastighet där Ekebyhovs slott senare uppfördes, och är tidigast belagd i skrift 1472. Genom olika ägarbyten under 1500-talet hamnade Gällstagårdarna 1610 i kronans ägo eftersom kung Karl IX hade planer på att låta bygga här ett lustslott med namnet Ekeröhus. Därav blev dock inget, då hans son, Gustaf II Adolf, skrinlade planerna.

## Horns tid

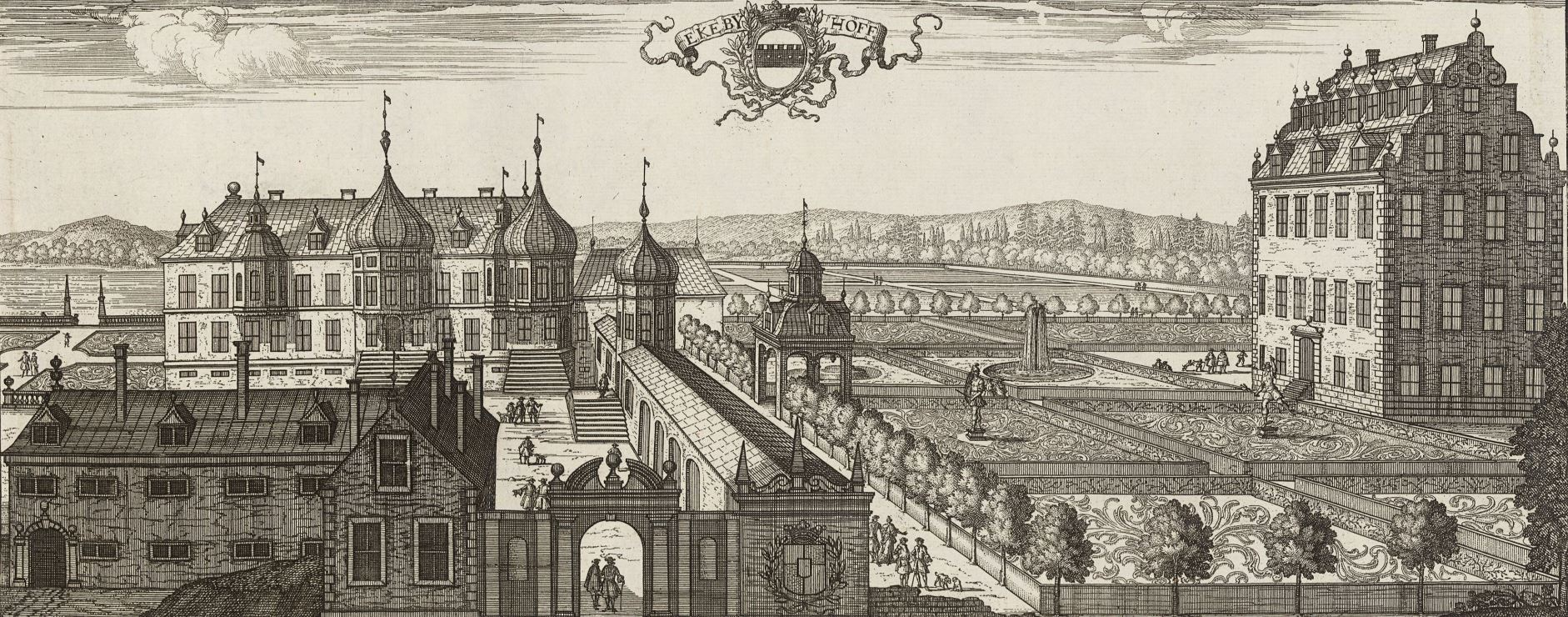
"Ekebyhoff" enligt Dahlbergh, 1686.

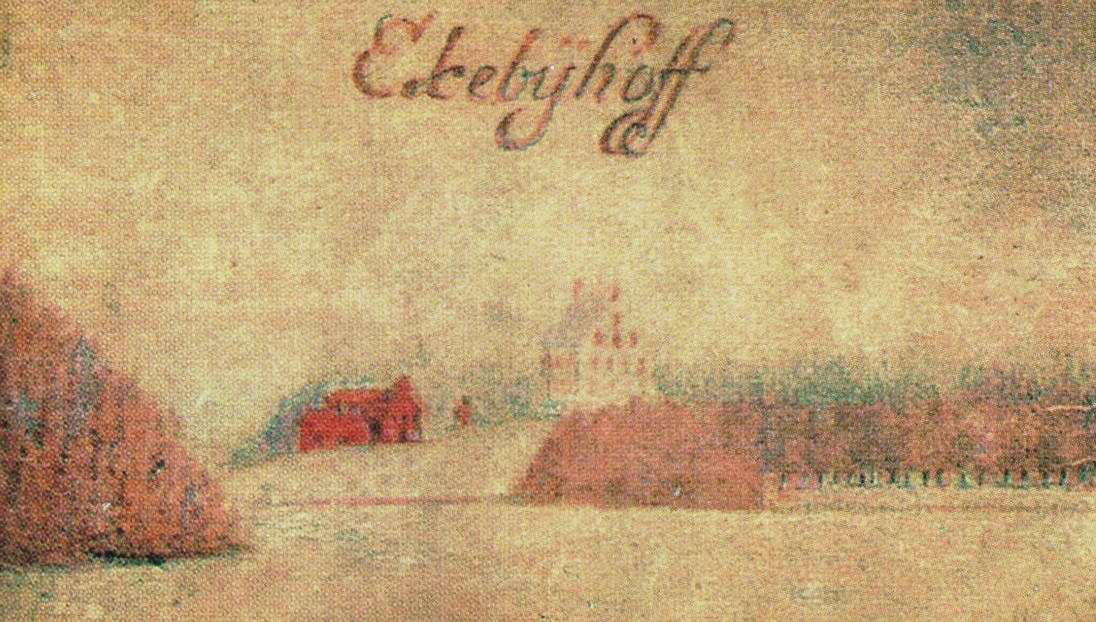
"Ekebyhoff" enligt Gripenhielm, 1689.

Det första Ekebyhov skapades av Klas Horn på 1620-talet genom sammanslagning av gårdarna Ekeby och Hofgården. Han köpte även 1627 de intilliggande Gällstagårdarna, kända som Vasagårdar. De  lades under Ekebyhov som 1623 fått säterirättigheter. 
Horn lät bygga ett stenslott i tre våningar, som till en början kallades Ekeby-Hofgård och först 1643 års jordebok fick namnet Ekebyhof. Platsen för stenhuset var cirka 60 meter norr om nuvarande huvudbyggnaden. Vid en arkeologisk undersökning 1999 påträffades här bland annat murrester av tegel och gråsten. Man fann även glas, porslin och keramik (RAÄ-nummer Ekerö 84:1). Spår av 1600-talsslottet återfinns även i sandstensvapen, rester av den stenmur som inhägnade trädgården och andra sandstensskulpturer.
Byggnaden finns inte längre kvar men är redovisad på en av Erik Dahlberghs illustrationer i Sueciaverket från 1686 samt på Gripenhielms Mälarkarta från 1689. Det höga stenhuset med trappgavlar som syns till höger på Sueciabilden är med all säkerhet Horns slottsbyggnad medan de med lökkupoler prydda träbyggnader till vänster tillhör en Lustgarten (lustgården) och härrör från Wrangels tid. 
De är troligen ingen fantasiprodukt av Dahlbergh utan har funnits på platsen, dock med vissa förändringar. Som Dahlberghs skisser från 1663 kan visa gick han omkring bland husen och tecknade dem från olika håll. I wrangelska handlingar kallas denna byggnad för Konungsbyggningen som tillsammans med Lustgarten kan ha varit avsedd att kunna ta emot kungligt besök. Enligt museimannen Erik Andrén, som rekonstruerade Konungsbyggningen innehöll den en stor sal, ett kök och några mindre rum. Det hela hade, enligt Andrén, något "teatermässigt" och "provisoriskt" över sig.
På Mälarkartan från 1689, som visar terrängens topografi mera realistisk syns stenhuset på en svag kulle men inga kupolprydda byggnader, istället ritade Carl Gripenhielm några mindre rödfärgade hus. På hans något otydliga illustration visas anläggningen från sydost. Här framgår även en del av allén mellan slottet och Jungfrusundet. Berget till vänster är med största sannolikhet dagens Ekebyhovsbacken.

## Wrangels tid

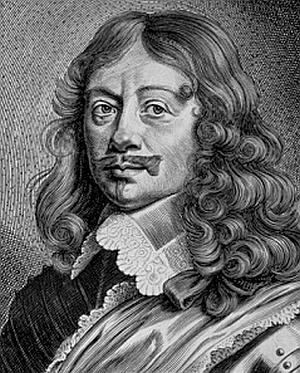
Byggherren Wrangel.

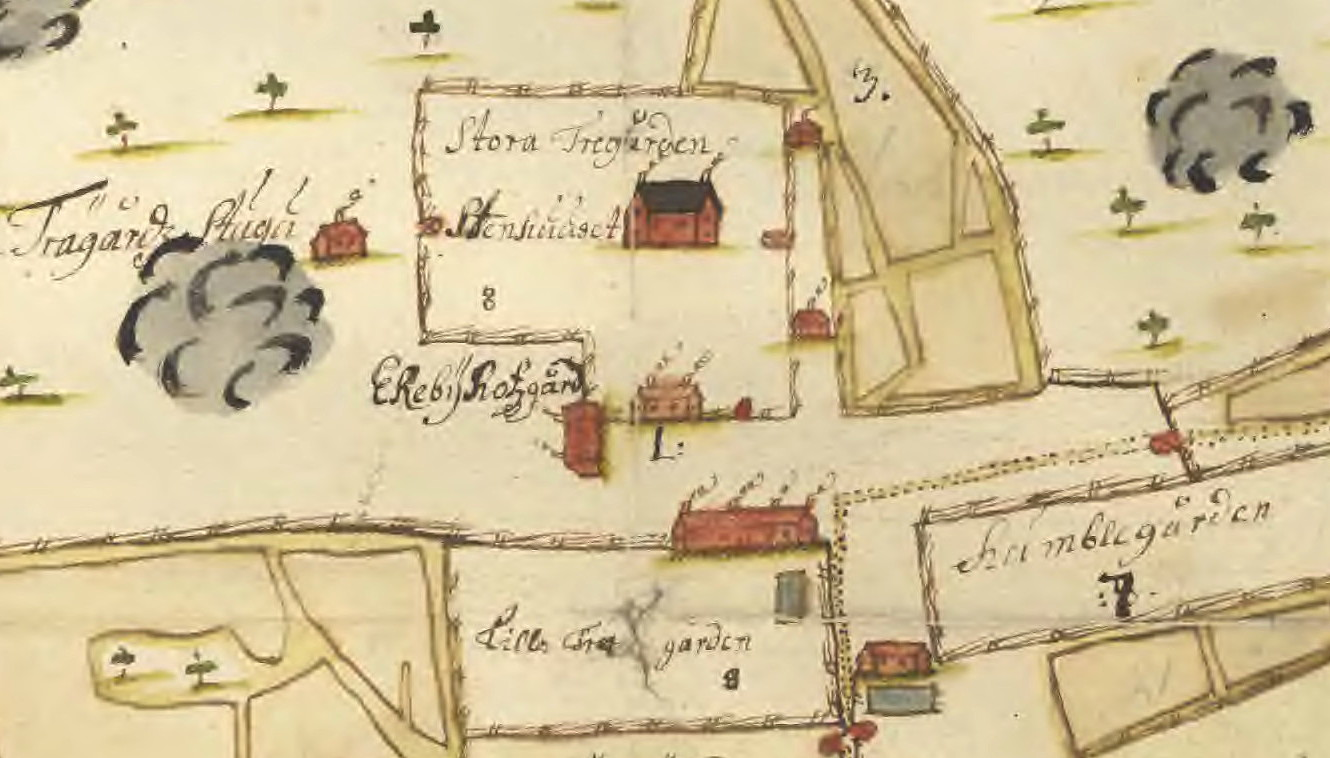
Ekebyhofs byggnader på 1690-talet.

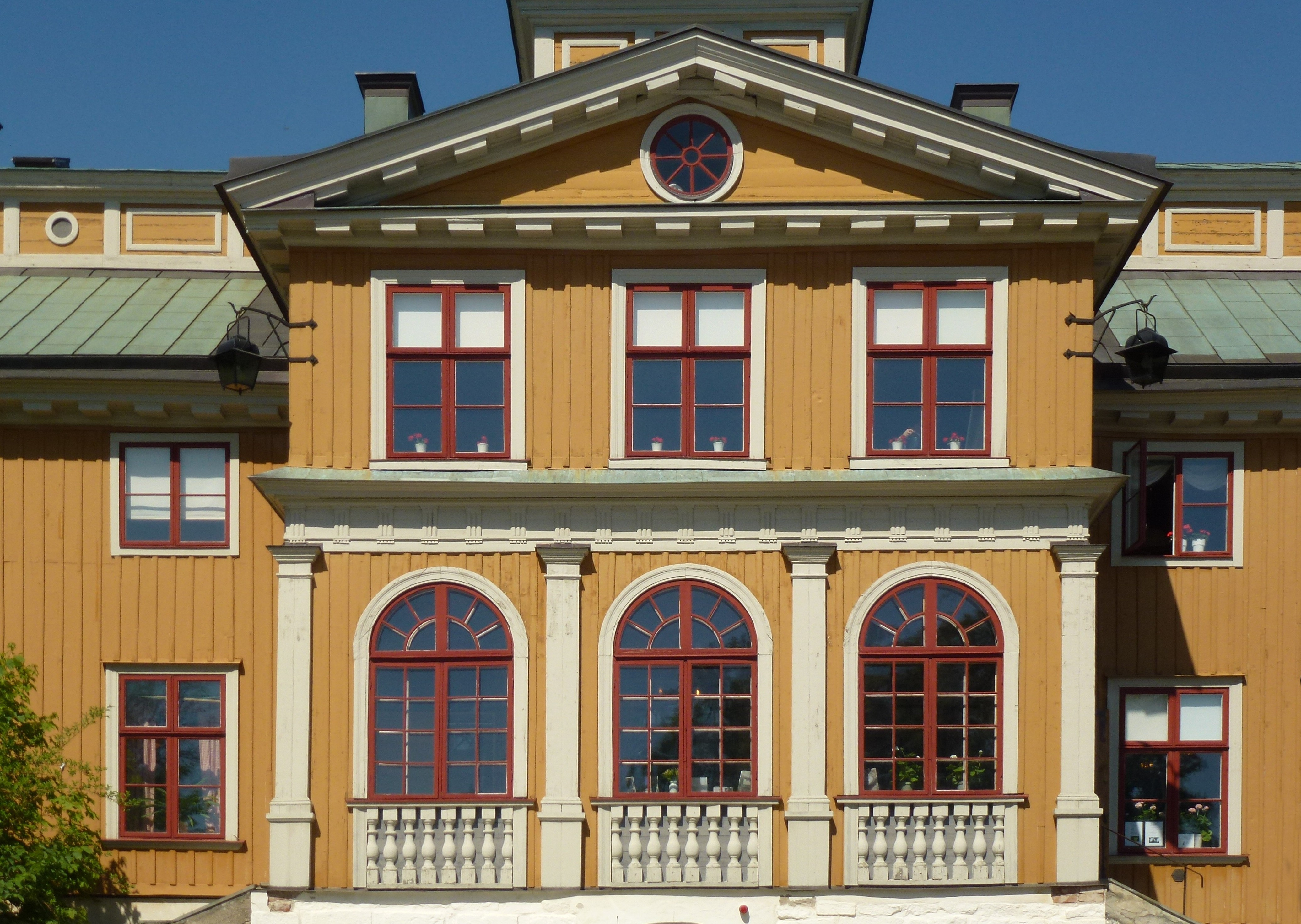
Slottes utskjutande mittrisalit.

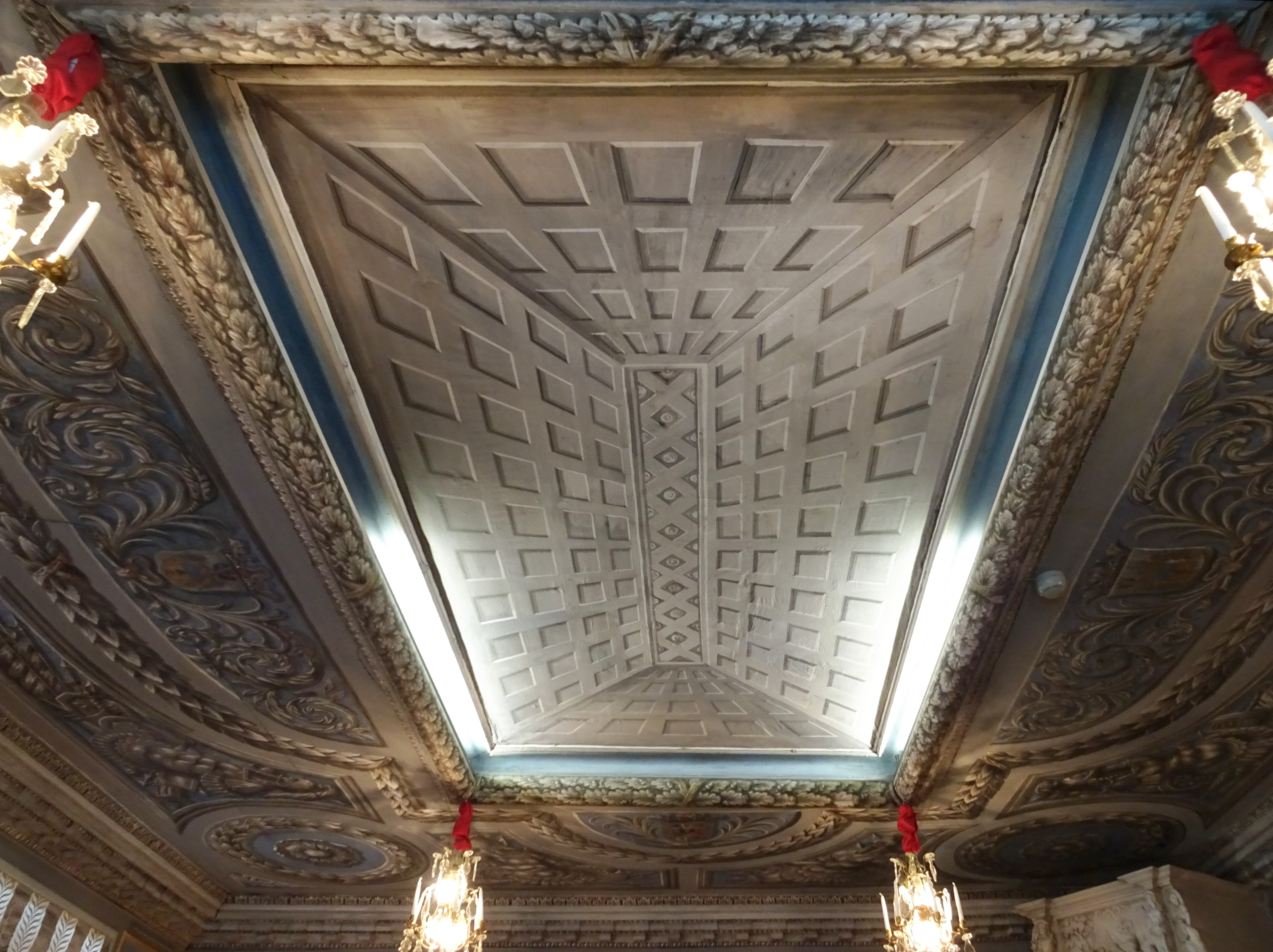
Takmålning i grisailleteknik med skenperspektiv i Wrangelska salen.

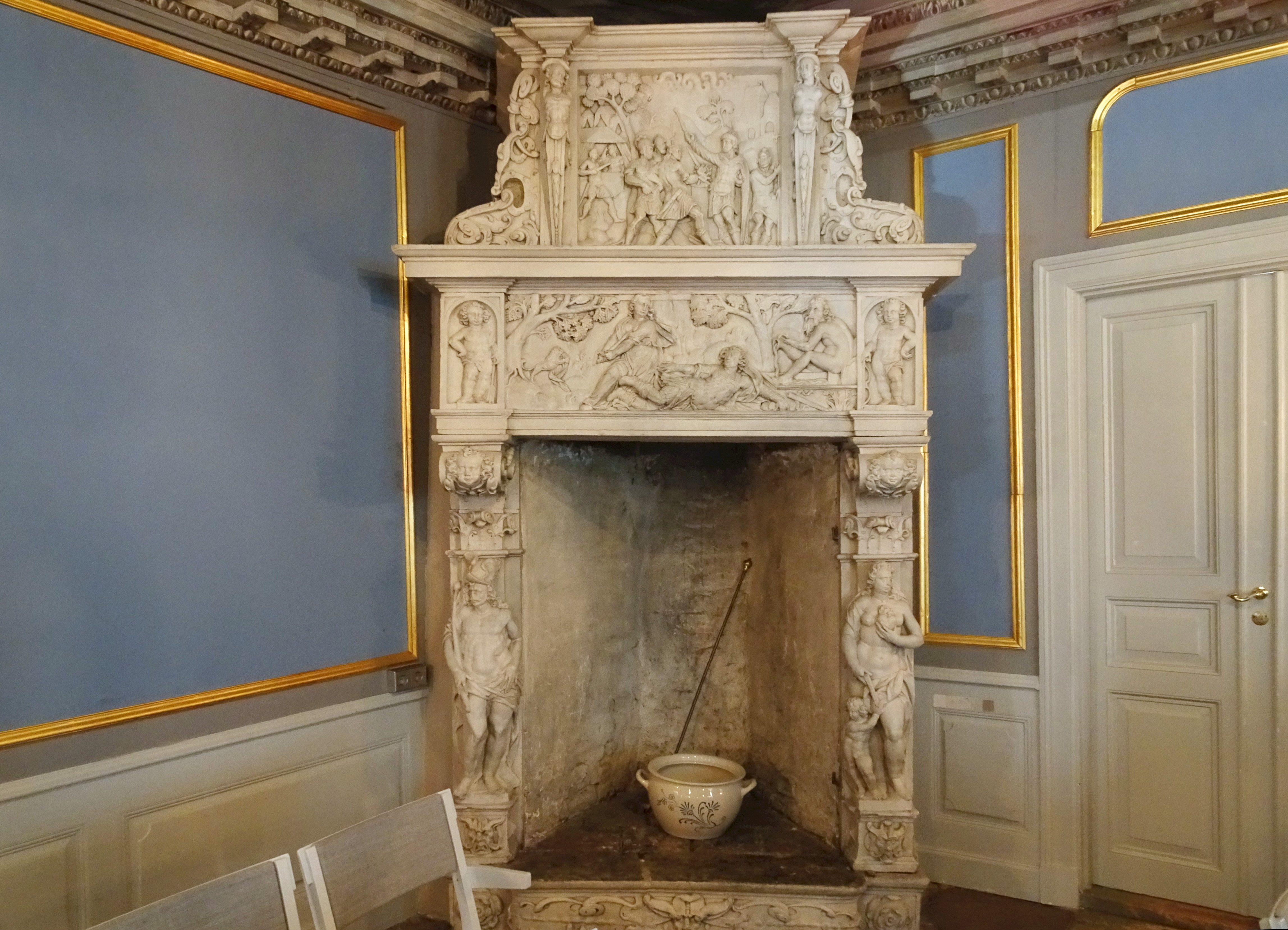
Sandstensspisen i Wrangelska salen.

Klas Horn dog barnlös och gårdarna ärvdes av hans änka Ebba Leijonhuvud. Egendomen gick sedan genom arv till bland andra Johan Axelsson Oxenstierna af Södermöre, Margareta Brahe och lantgreven Fredrik II av Hessen-Homburg, som sålde Ekebyhof i början av 1660-talet till fältmarskalken greve Carl Gustaf Wrangel.
Dagens corps de logi började byggas på 1670-talet, när Carl Gustaf Wrangel ägde Ekebyhov. Horns stenhus stod obebodd men underhölls till det yttre. Wrangel hade vid den tiden sex större byggprojekt igång samtidigt: utöver Ekebyhov även Schloss Wrangelsburg i Pommern, om- och tillbyggnad av Wrangelska palatset på Riddarholmen, nybyggnad av Gripenbergs slott utanför Tranås, ombyggnad av slott Spyker på Rügen och så det största av alla, Skokloster slott. 
Wrangels nya hus på Ekerön uppfördes under ledning av byggmästaren Mathias Skröder (Schröder) från Gripenberg med hjälp av bland annat timmerkarlar från Södertälje. För stenarbetena stod stenhuggare Jöran Hansson och för vägarbeten dalkarlen Anders Svensson.
Vid Wrangels död 1676 avstannade bygget som bara blev delvis färdigt. Samma öde drabbade även Skokloster. Det är oklart varför han lät uppföra den nya herrgården när gården redan var bebyggd med ett stenhus. Möjligen kan stenhuset ha drabbats av en eldsvåda. Horns stenhuset och gårdens övriga bebyggelse finns redovisat på en lantmäterikarta från slutet av 1690-talet. I Stora Tredgården, som är inhägnad märks Stenhuuset och Ekebyhofs gård med en flygelbyggnad intill. I ett gårdsinventarium 1756 upptas stenhuset men syns inte längre på en lantmäterikarta från 1791. 
Ekebyhov ärvdes av Wrangels dotter, Augusta Aurora Wrangel, som tydligen inte brydde sig särskilt mycket om gården. I en värdering från 1699 redovisar ett förfallet Ekebyhov. Både det Honska stenhuset och den nuvarande huvudbyggnaden, liksom flertalet av de övriga byggnaderna på gården var då i mycket dåligt skick. Värderingen omtalar ett målat tak men mitt på ofärdigt efter där setat ett målat stycke som är borttagit. Förmodligen rör det sig om det praktfulla grisailletak som fortfarande finns kvar.
Wrangels bygge återupptogs och fullbordades under nästa ägaren friherre Erik Lovisin (1671–1715), son till friherren och ämbetsmannen Erik Lovisin från Brandalsund. Mangårdsbyggnaden fick ny väggpanel utvändigt, nya fönster och spåntaket reparerades. Inomhus lades nya golv och i bottenvåningen uppsattes tapeter. Erik Lovisin avled omkring 1715 men gården stannade  i familjens ägo fram till 1749. Från Wrangels tid existerar bland annat en praktfull sandstensspis som skall ha tagits hit som krigsbyte från Prag i mitten av 1600-talet (läs mer under interiör). I samma sal finns även en takmålning i grisailleteknik, som tyder på att Wrangels halvfärdiga bygge hade åtminstone tätt yttertak.

## Slottsbyggnaden

### Exteriör
Ekebys huvudbyggnad bär prägeln av en karolinsk sätesgård med tessinska drag från 1600-talet. Det var dock förmodligen inte Tessin som ritade Ekebyhov. Möjligen kan den från Sydtyskland invandrade arkitekten Johan Tobias Albinus ha svarat för ritningarna. Denne inspekterade både Ekebyhov och det Wrangelska husbygget i Södertälje vid en båtfärd hösten 1675, enligt kamreren Reiniers journal i Riksarkivet. Husets planmått är 40 x 13,5 meter. Från söder leder en gammal stentrappa upp till husets grusade förgård. Gesimser i tandsnitt och den frontonkrönta mittrisaliten med pilaster och balusterdockor samt dubbeltrappan till bottenvåningen ger hela kompositionen ett slottsmässigt intryck. Mot norr upprepas husets stilelement, dock i något förenklad form. Mycket verkningsfull är färgsättningen med fasadpanelen i mörkgul kulör, vita lister och pilaster samt mörkröda fönstersnickerier. Yttertakets kopparplåt tillkom under 1950-talet och förnyades i början av 2000-talet. Innan dess var taket täckt av svartmålad järnplåt och ännu tidigare av takspån, som byttes ut under en större renovering 1832. Stommen är tillverkad av liggtimmer och klädd med stående träpanel. Huset är källarlöst och står på en hög naturstenssockel.

### Interiör
Interiört bevarar byggnaden inredningsdetaljer från byggnadstiden på 1600-talet och från 1700–1900-talen och återspeglar därmed herrgårdens historia. Från entréns dubbeltrappa kommer man in i förstugan och därifrån till entréhallen, som har ett kassettak i trä och en öppen spis murad av gult tegel. Inredningen härrör från 1898. Till vänster om entréhallen ligger ”Röda rummet”, med dörrar, tak och väggpanel av rödbetsad furu med blomsterdekorationer i jugendstil utförda 1898 av dekorationsmålaren Julius Wagner.  I hörnet märks en vit och dekorerad, rund kakelugn. ”Gröna salongen” har handtryckta tapeter från 1700-talet. Kakelugnen är från samma tid.
Största rummet på bottenvåningen kallas i dag ”Wrangelska salen”, som har kvar sitt originaltak målat i grisailleteknik. Mittpartiet, som aldrig kom på plats eller togs bort under Wrangels tid, visar ett skenperspektiv i målat rutmönster och tillkom på 1700-talet när Erik Lovisin var ägare. I hörnet märks en praktfull sandstensspis, som Wrangel ska ha fört hit som krigsbyte från Prag. Den rikt skulpterade spisen visar bland annat scener ur Pyramus och Thisbes kärlekssaga och Mucius Scaevolas historia. Spisens gnistskydd, som fanns under Ihdes tid, tillverkades av ett smidesgaller från Hornska gravkoret i Jacobs kyrka i Stockholm. Bottenvåningens rum nyttjas i dag som servering och kafé för allmänheten. På övre våningen ligger centralt biljardrum och Ihreska biblioteket, med omkring 10 000 värdefulla volymer från 1600-talet och framåt. Till höger och vänster följer några mindre rum, i dag plats för kontor och utställningar. Allt hålls samman av en lång korridor. Vid restaureringen i början av 1980-talet blev samtliga rum i herrgården upprustade på uppdrag av kommunen.

## Historisk karta

Karta över Ekeby hovs ägor vid sekelskiftet 1700.

## Ihres tid

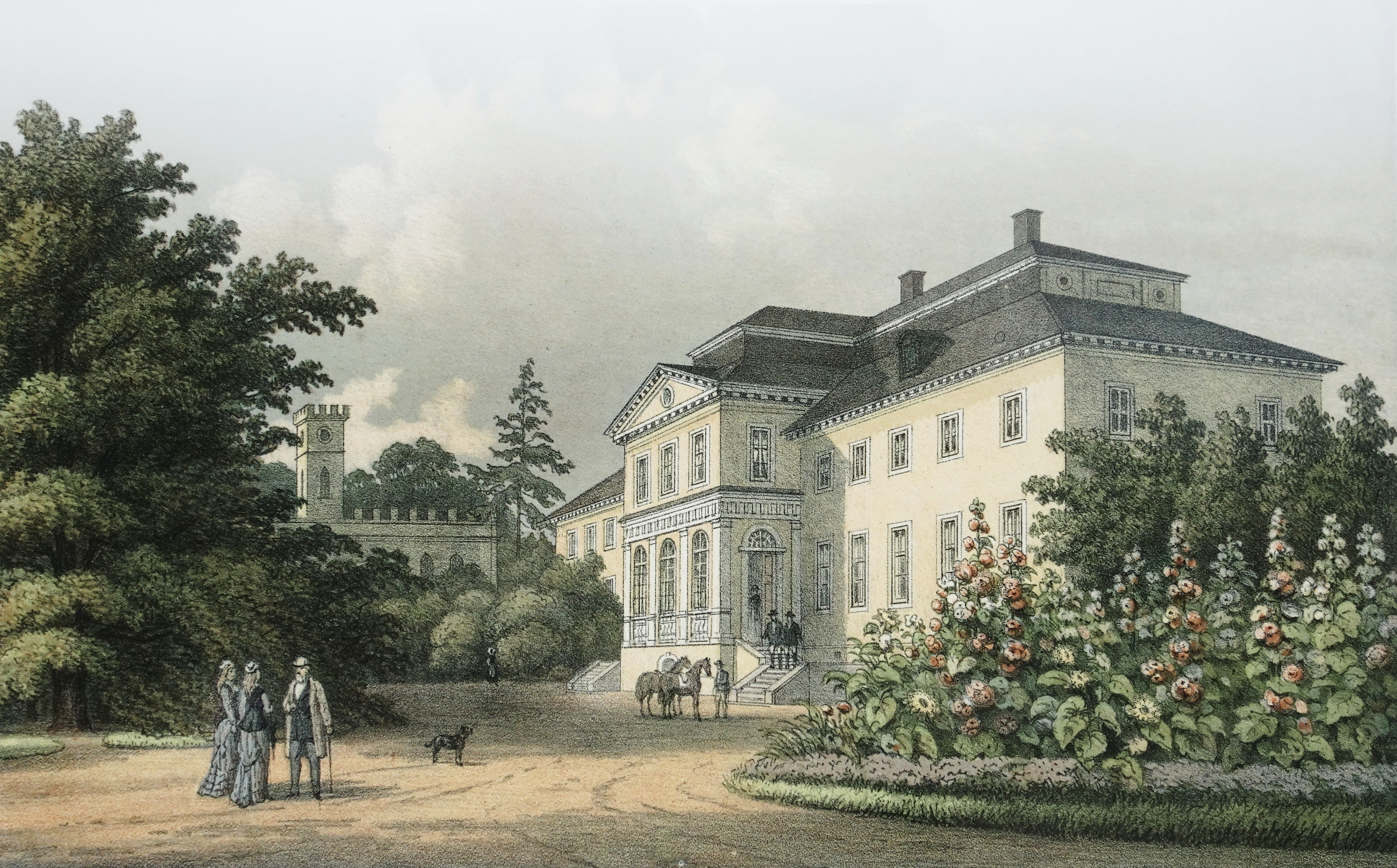
Ekebyhov enligt Alexander Nay, 1870.

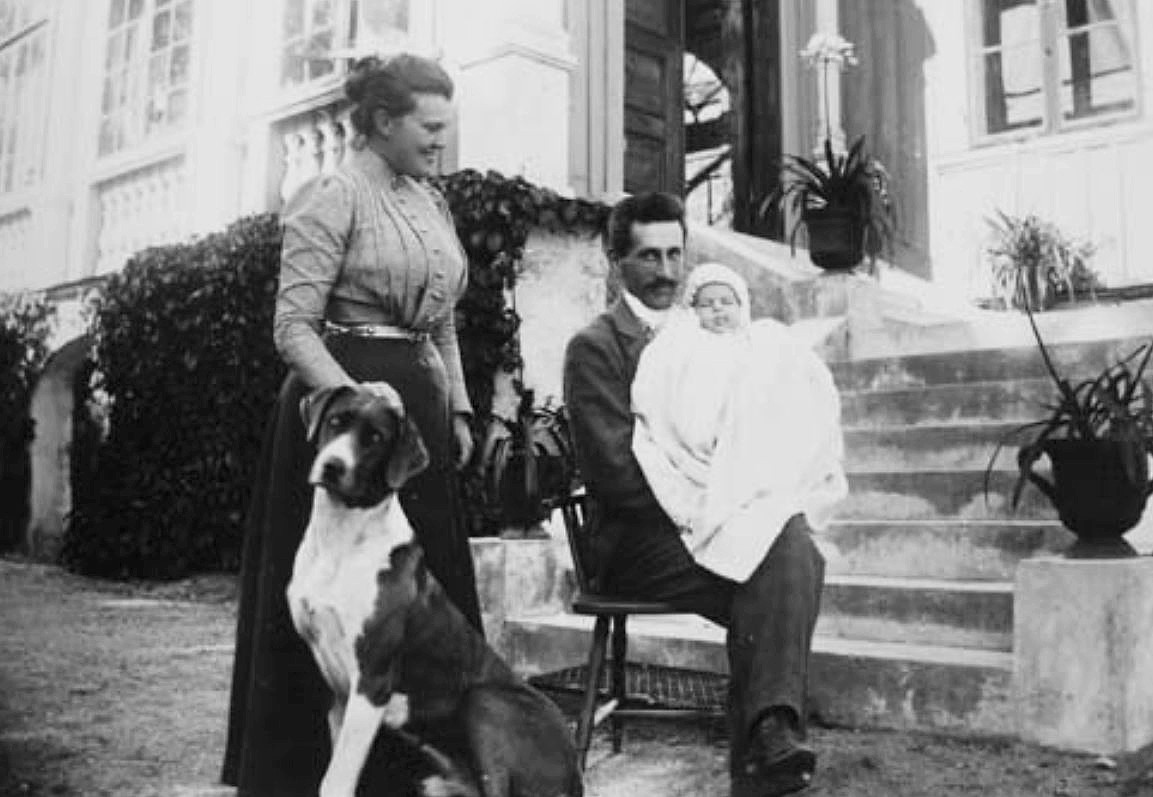
Sigrid och Johan Albrecht Ihre vid Ekebyhov omkring år 1900.

Efter flera ägarbyten under andra halvan av 1700-talet, kom Ekebyhov i kanslirådet Albrecht Ihres ägo 1790. När Ihres tog över gården fanns utöver mangårdsbyggnaden en flygelbyggnad, en mangelbod, brygghus, hönshus, avträde, bagarstuga, en iskällare, trädgårdsmästarebyggnad, badstuga, stor spannmålsbod, stall och vagnshus, en stor ladugård samt en väderkvarn. Den senare finns redovisad på kartan över Ekeby hovs ägor från 1700 (idag ett fornminne med RAÄ-nummer Ekerö 193:1). Till egendomen hörde Gällstaö (som då bestod av två öar) och ön Estbröte i Mälaren samt norra halvan av Jungfrusundsåsen. Egendomen gick sedan i arv inom släkten. Omkring 1800 planterades moderträden för en bokskog belägen norr om slottet.
Albrecht Ihre sons sonson ryttmästaren Johan Ihre (1867–1956) och hustrun Sigrid blev åretruntboende på Ekebyhov 1898. Familjen lät renovera byggnaden samt utvidga park- och trädgårdsanläggningarna. Man anlade en plantskola vid slottet och i mitten av 1920-talet omfattade den en areal om 16 hektar och man hade 60 000 äppel- och päronplantor i odling. Ihre verkade för ökad fruktodling i Sverige och Finland och han arbetade med förädling av fruktträd. Några äldre träd, som idag finns kvar öster om huvudbyggnaden är sannolikt rester av denna ”moderträdgård”.

## Parken och plantskolan
Slottsparken utvecklades sedan 1600-talet och bevarar idag gestaltning och träd från olika decennier. Den har sin strikta form efter en fransk barockträdgård. På 1700-talet tillkom en engelsk park med slingrande vägar och vattendrag. Solitära träd planterades på 1800-talet och flera hundra inhemska träd- och buskarter tillkom kring sekelskiftet 1900. Ekebyhovs kända bokskog har moderträd från tidigt 1800-tal och är troligen Sveriges och Europas nordligaste självförnyande bokskog.
Redan på 1600-talet fanns ett stort antal fruktträd vid Ekebyhof. Verksamheten utvecklades sedan dess och i början av 1900-talet var fruktproduktionen omfattande. Antalet fruktträd i plantskolan uppgick till över 60 000 plantor, men man odlade även grönsaker i stora växthus. Till handelsträdgården uppfördes växthus och vattentorn. Plantskolan fick även internationell gott rykte. Plantskoleverksamheten lades ned i början av 1960-talet.

## Ekebyhov i dag
Slottet gick i arv i släkten Ihre fram till 1980, och de parkanläggningar med stora variationer i fruktträd som finns på Ekebyhov i dag härstammar från Johan Ihres tid. Slottet med trädgård och delar av parken samt det så kallade Citadellet (en ekonomibyggnad i götisk stil från 1800-talets mitt) förklarades som lagskyddat byggnadsminne i januari 1970. 
År 1980 förvärvade Ekerö kommun slottet och parken och lät slottet renoveras av arkitekt Ove Hidemark. Slottet används numera som kommunens konferensanläggning och för kulturella aktiviteter i föreningsregi. För allmänheten finns en servering i huset. I fruktträdgården arbetar man sedan 1998 med Ekebyhovs Äppelgenbank, som numera är godkänd som ett så kallat klonarkiv för att bevara äldre sorter. 
Förutom Citadellet kvarstår ett 20-tal välbevarade ekonomibyggnader från 1600-talet och framåt, bland dem den tidigare inspektorsbostaden från 1700-talet (i dag privatbostad) och stallet från 1885 som i dag nyttjas av Ekerö Ridskola. Trädgårdsgrindar i smide finns i nordöstra delen av trädgården. De uppsattes omkring 1898–1900 och härrör från det 1862 rivna Hornska gravkoret i Jacobs kyrka i Stockholm. Av stort kulturhistoriskt värde är den drygt 1 kilometer långa allén (dagens  Björkuddsvägen), som anlades på 1700-talet och sträcker sig i ost-västlig riktning söder om slottet. I dalgången söder om slottet växer den så kallade Ekebyhovseken, som har bedömts vara 500–600 år gammal och är klassad som naturminne.

## Galleri

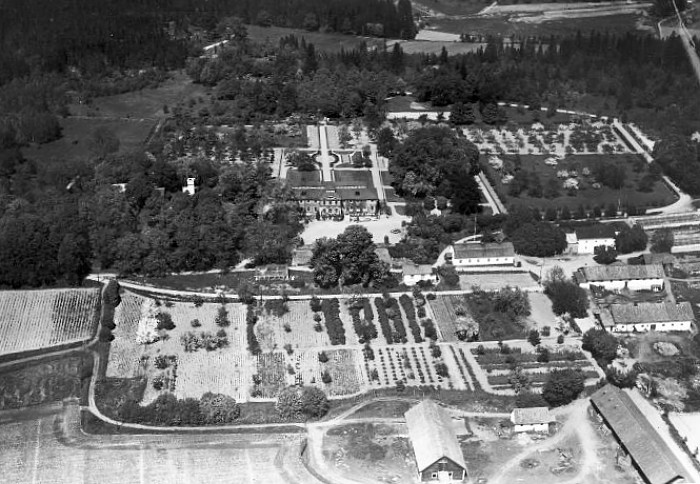
Ekebyhov med trädgård, park och odlingar, 1936.

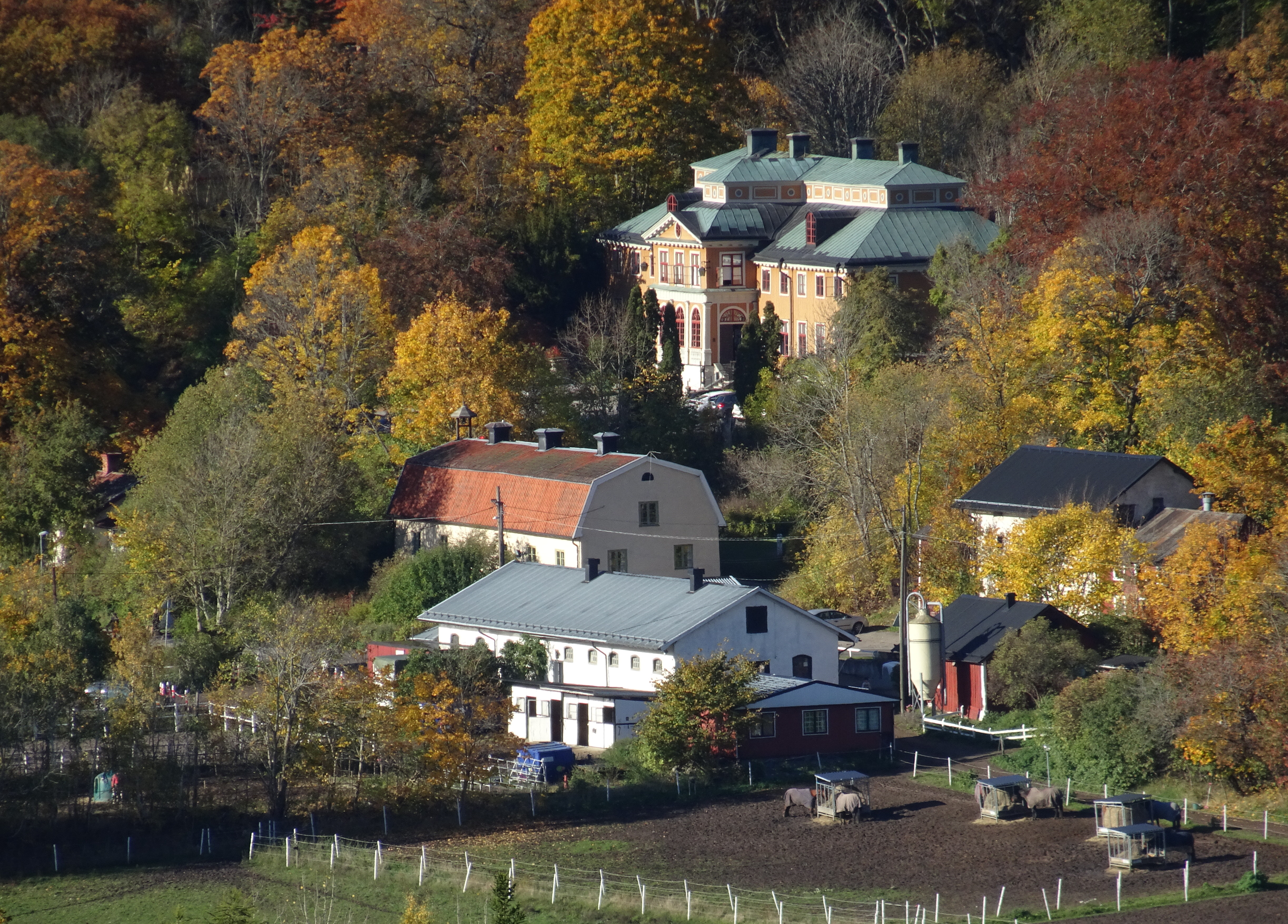
Slottet, f.d. inspektorsbostaden och stallet sett från Ekebyhovsbacken.

### Bilder, interiör

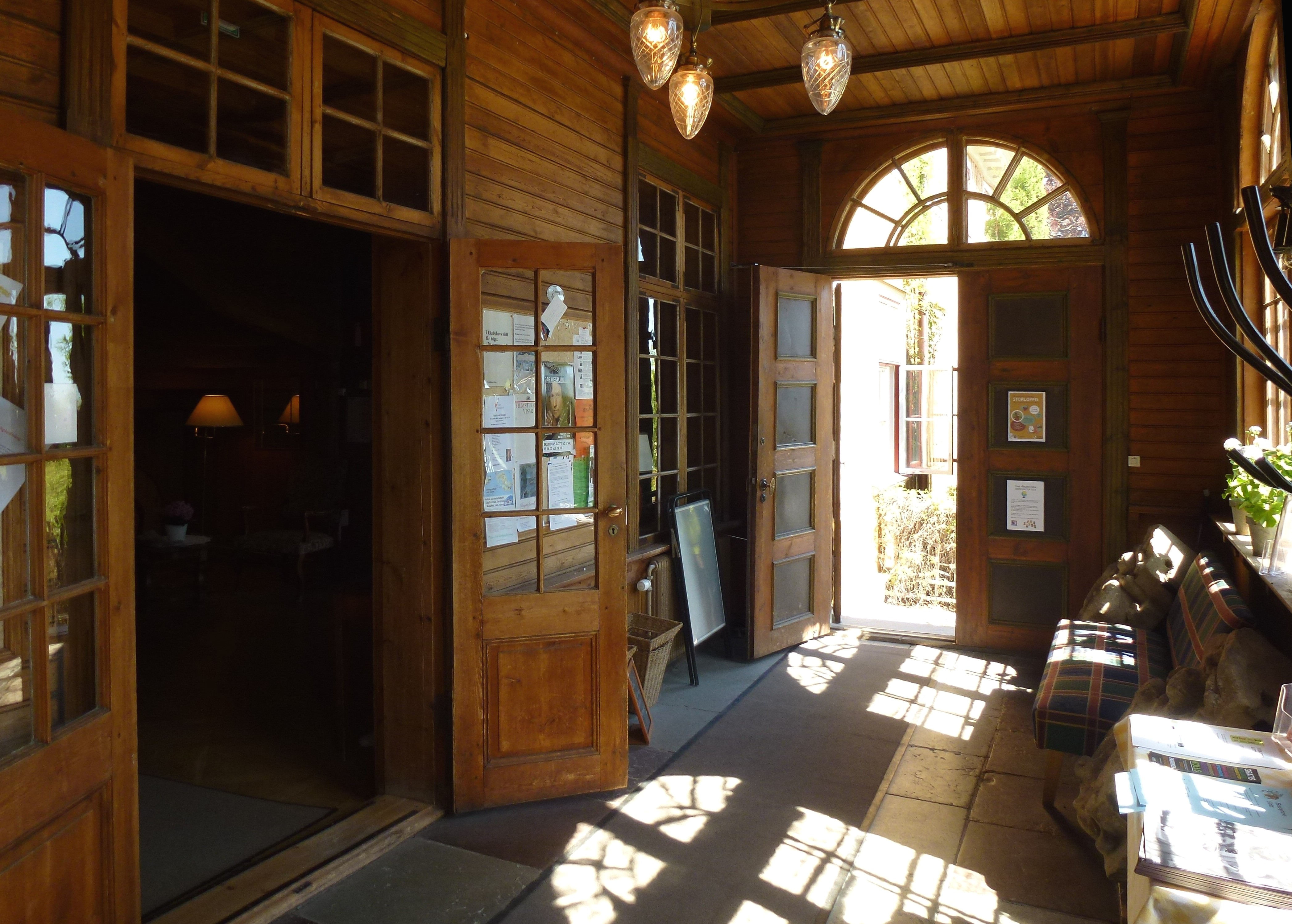
Förstugan till entrén 2012.
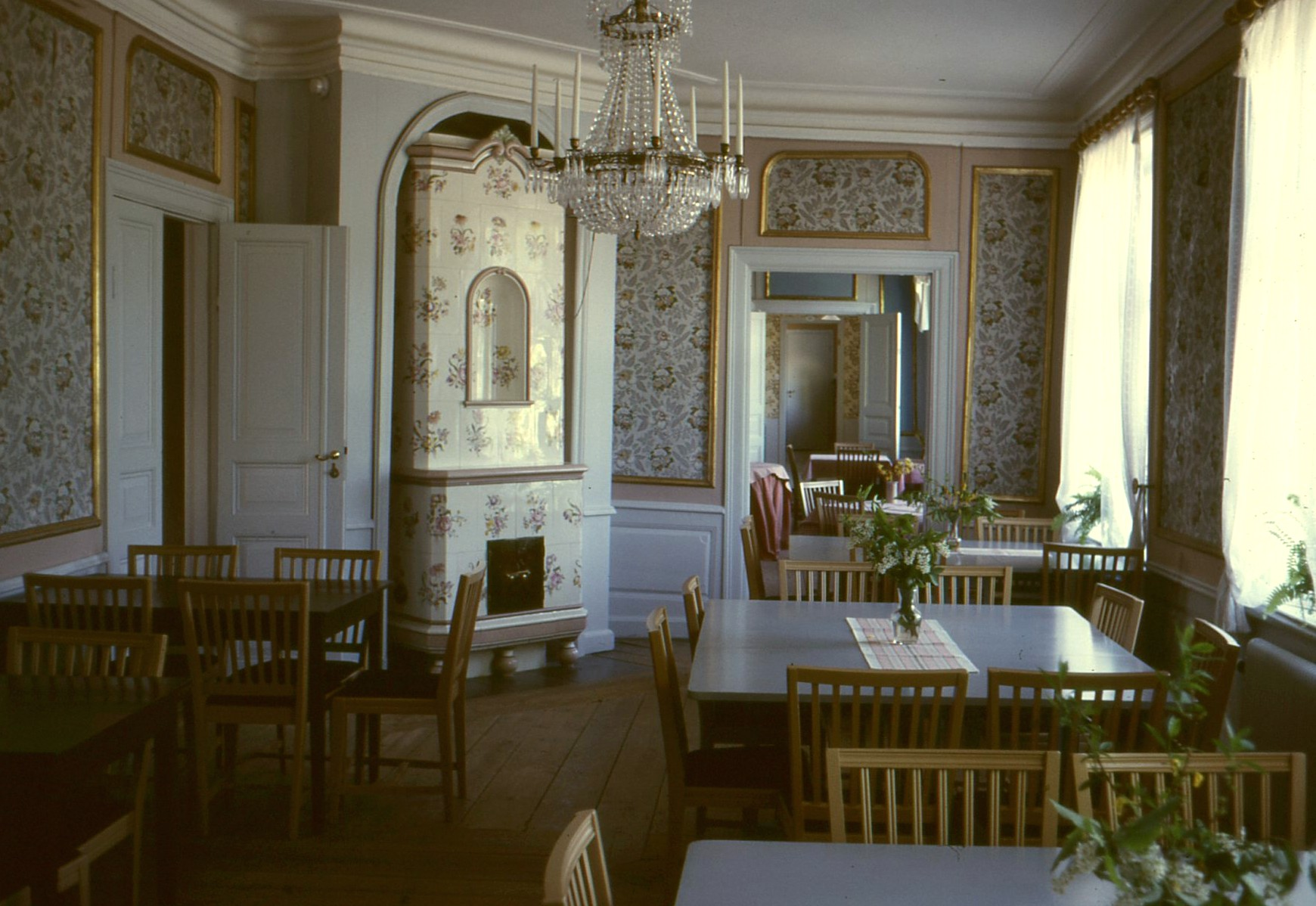
Gröna salongen, 1985.
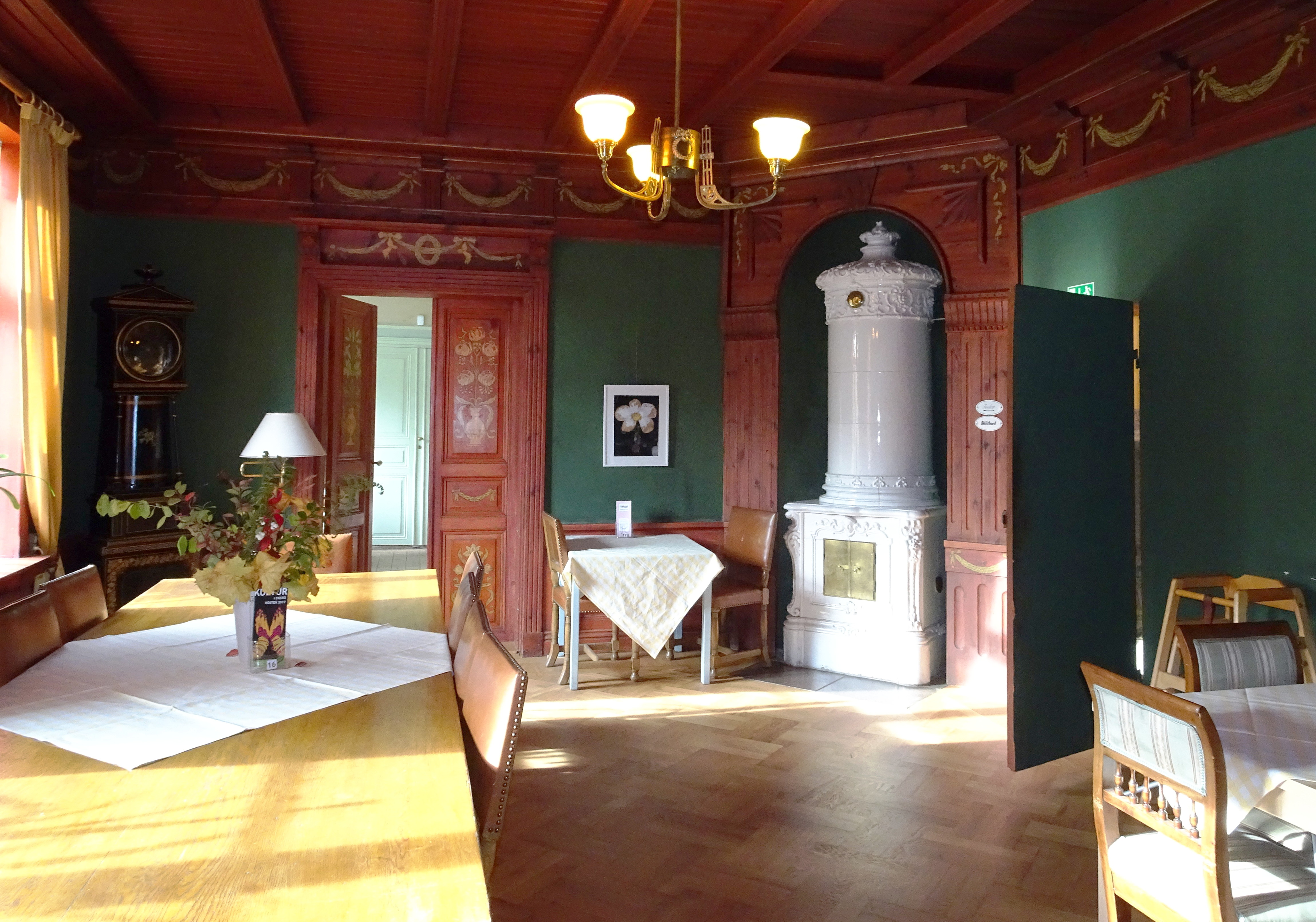
Röda salongen, 2017.
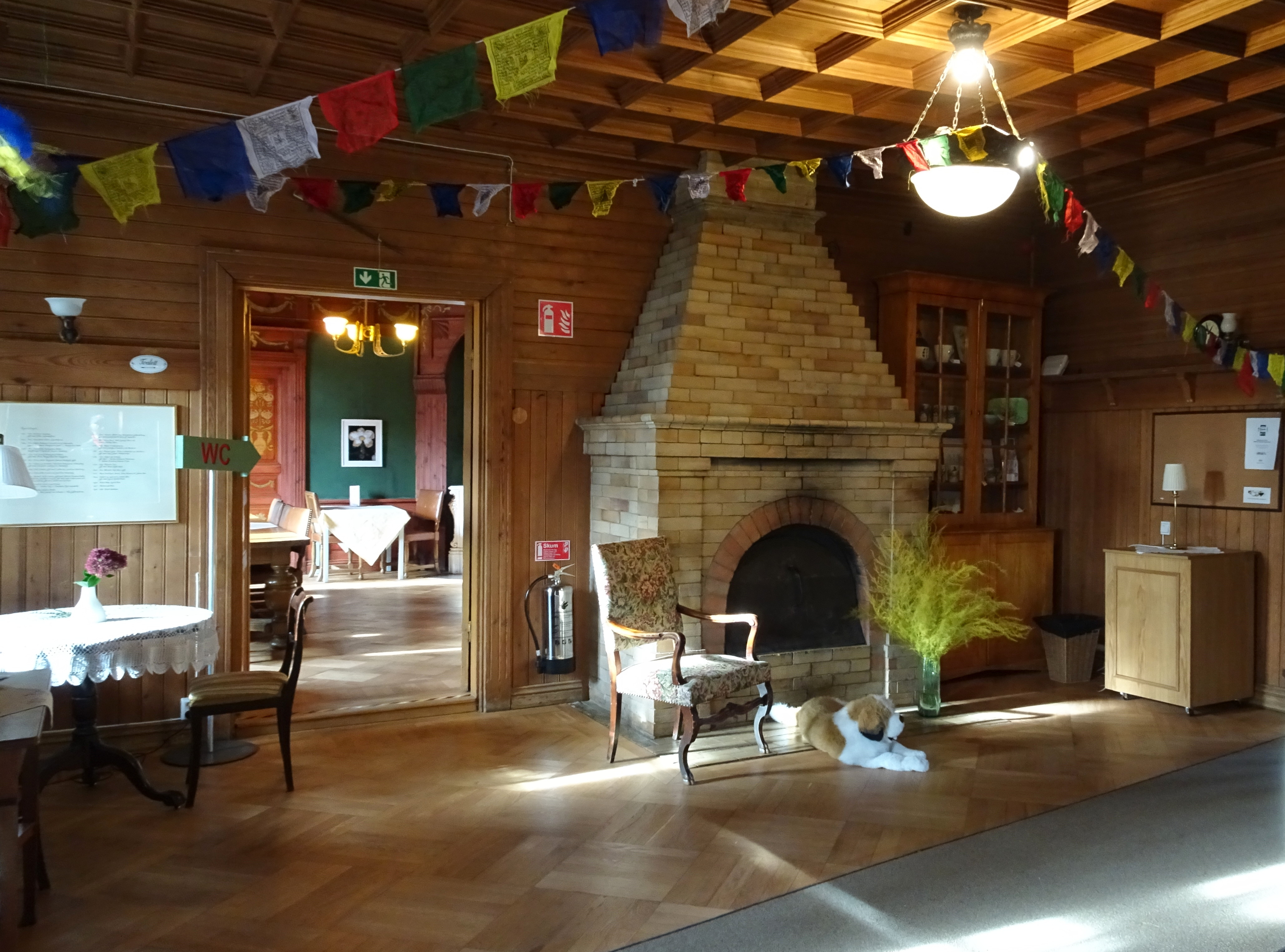
Entréhallen, 2017.
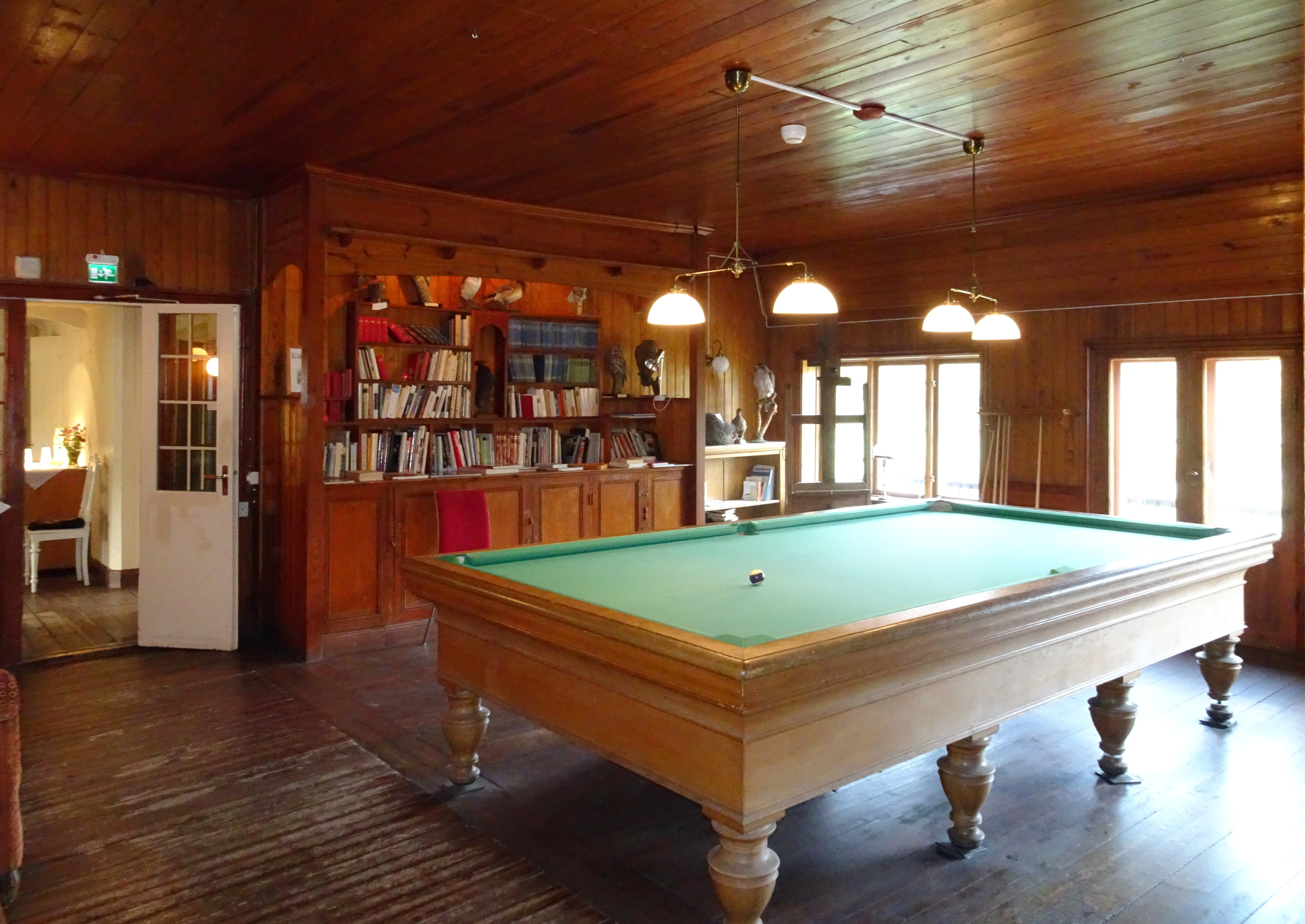
Biljardrummet, 2017.

### Bilder, byggnader

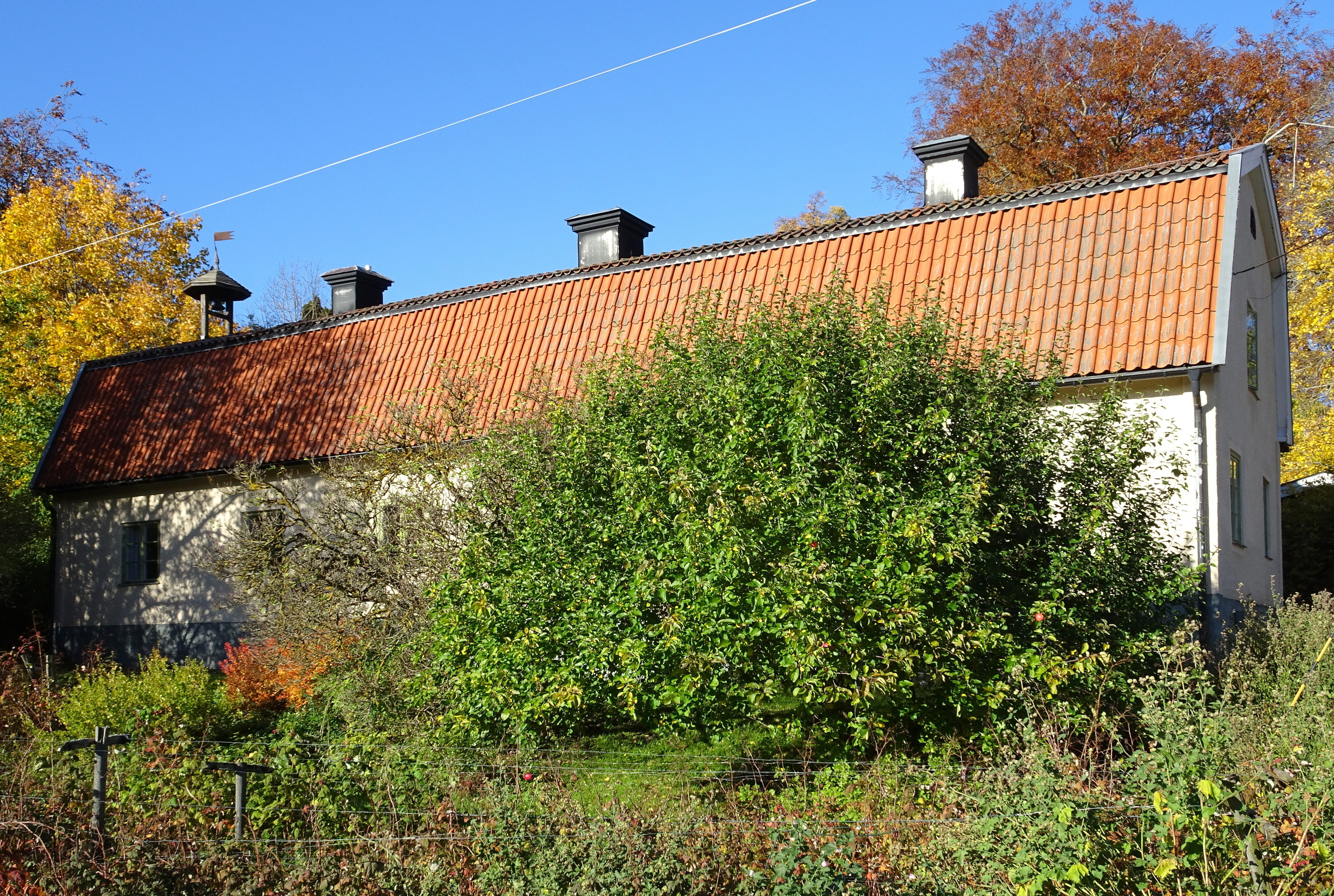
F.d. inspektorsbostaden från 1700-talet.
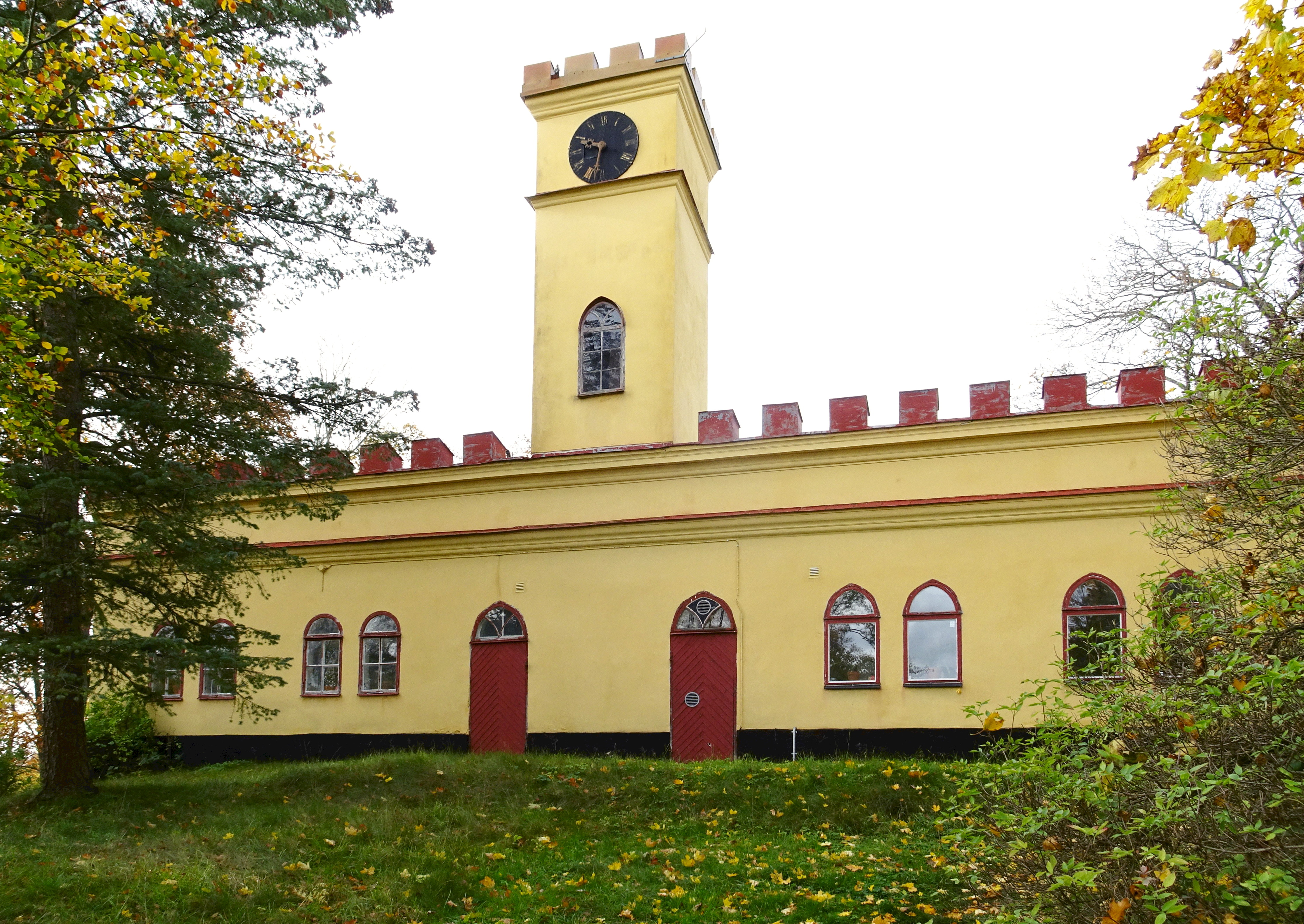
"Citadellet" från 1800-talets mitt.
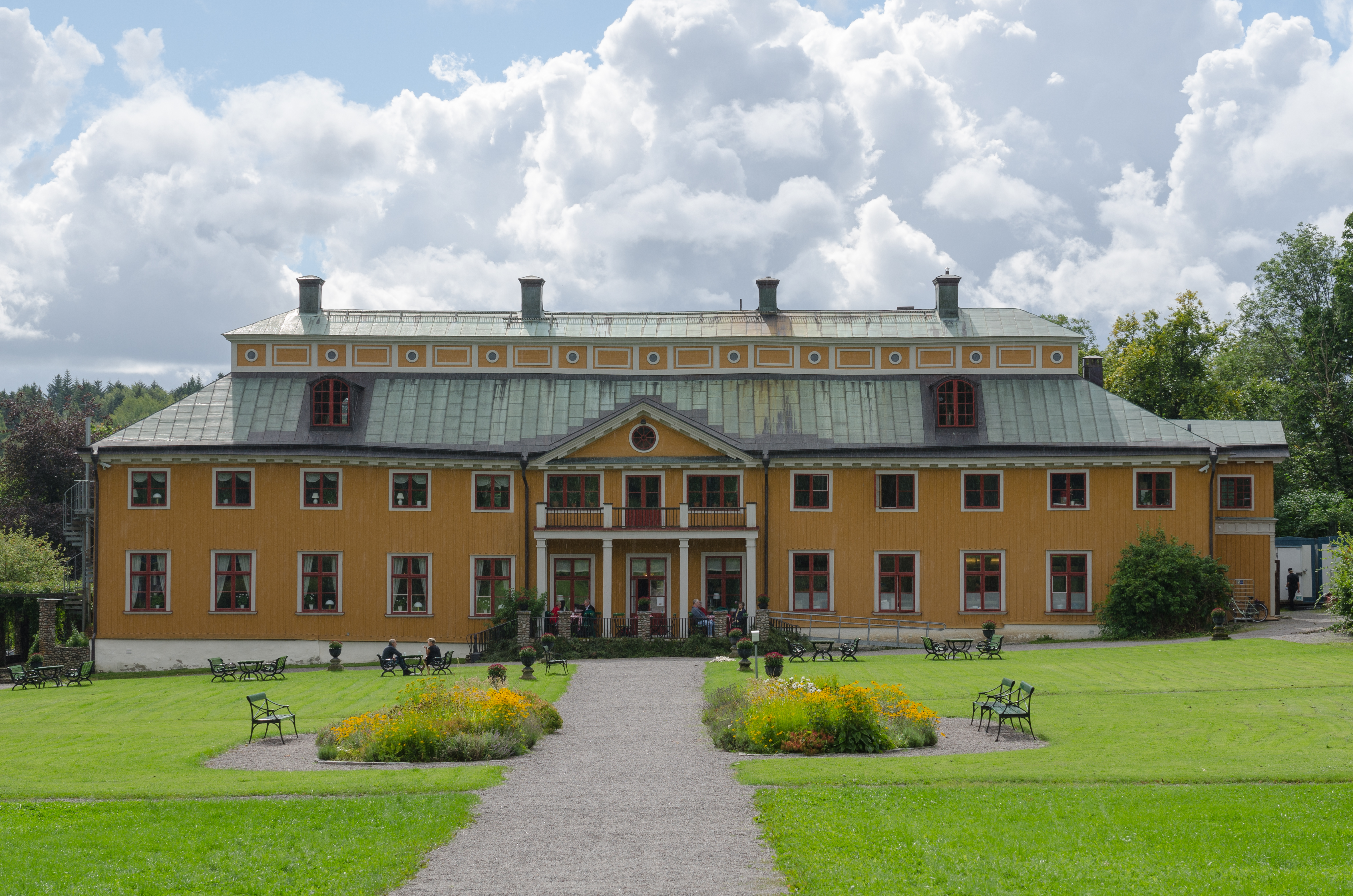
Ekebyhovs huvudbyggnad, fasad mot norr.
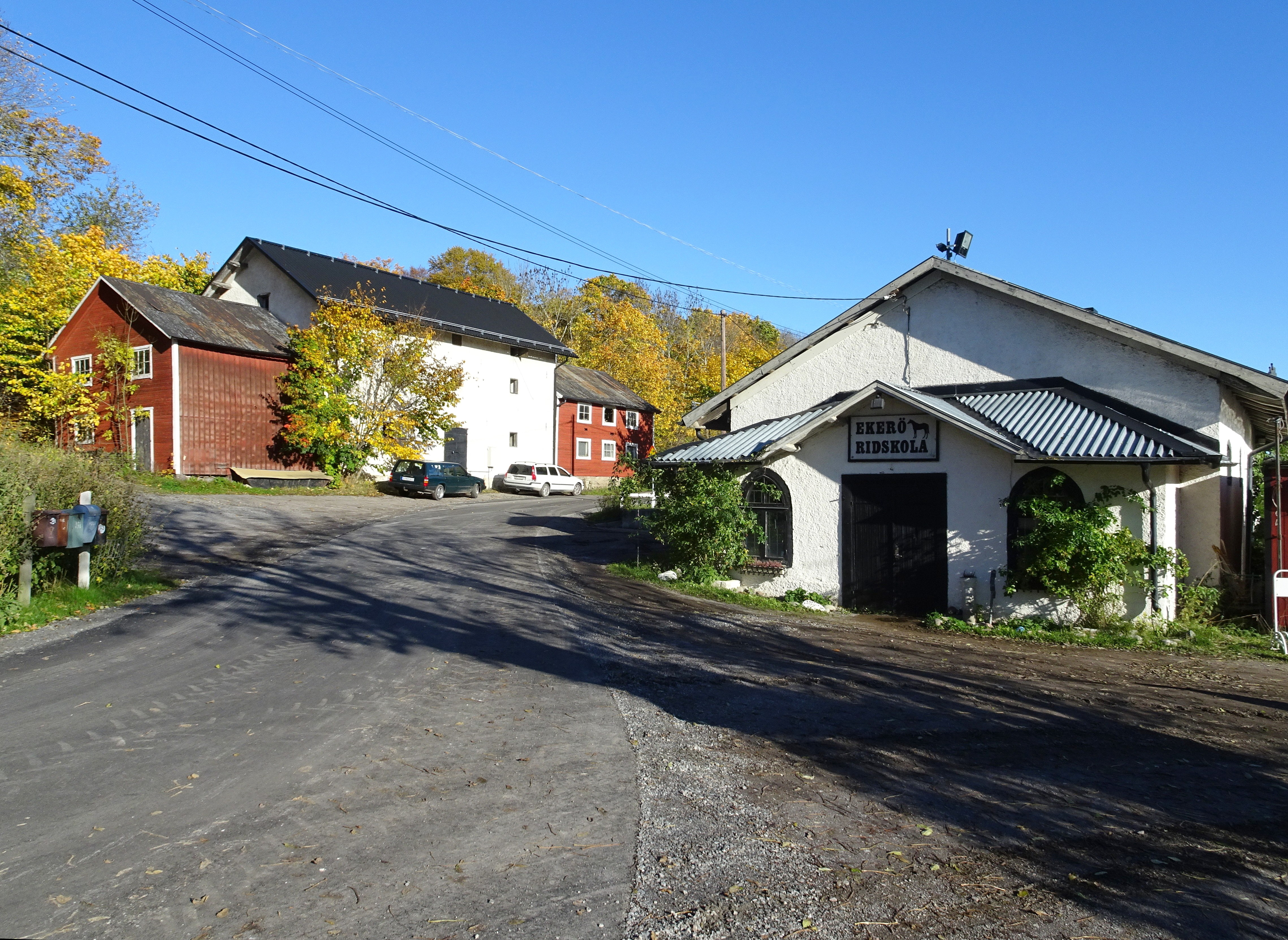
Stallet till höger och magasinet i bakgrunden.
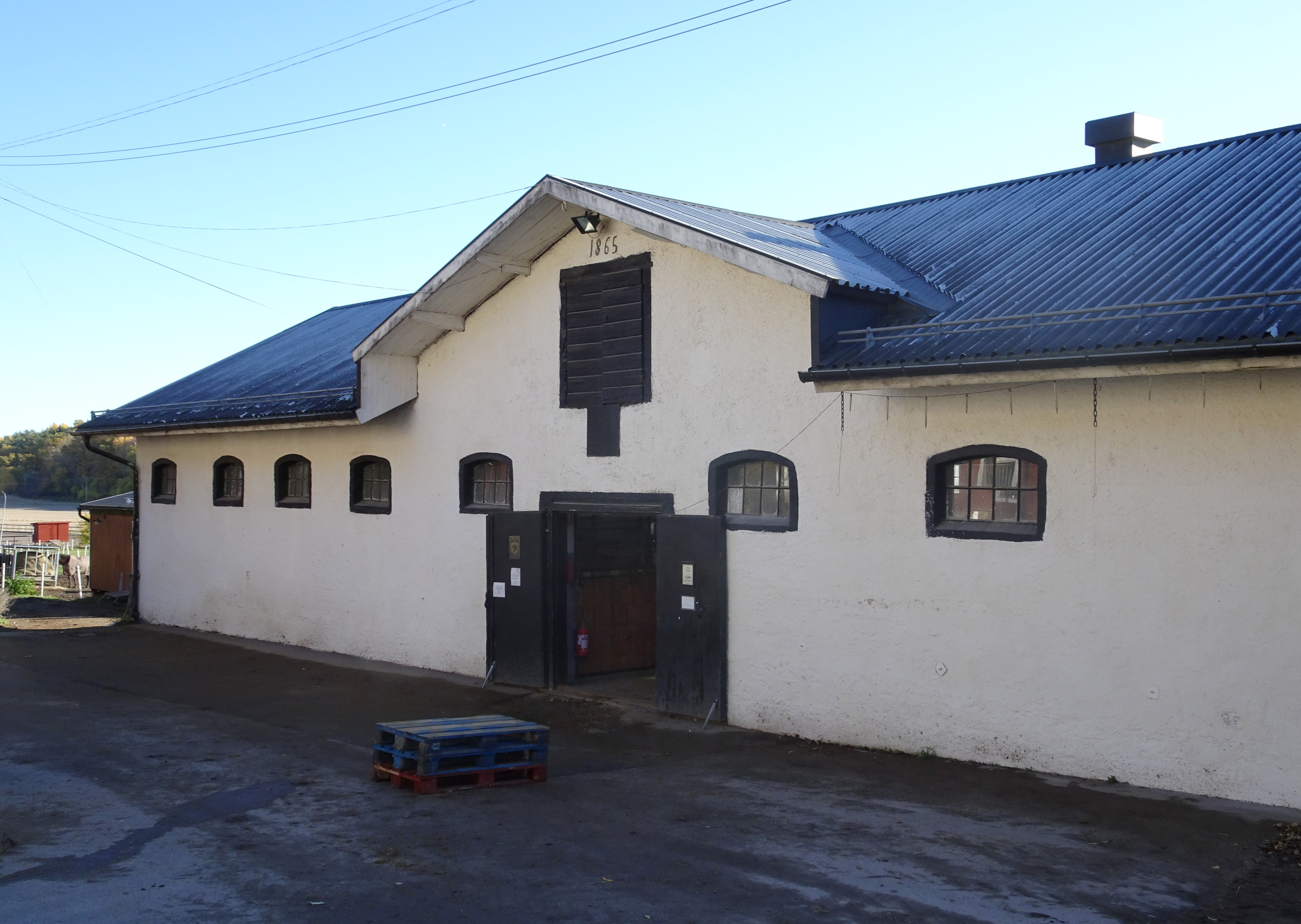
Stallet från 1885 (Ekerö ridskola).

### Bilder, omgivningen

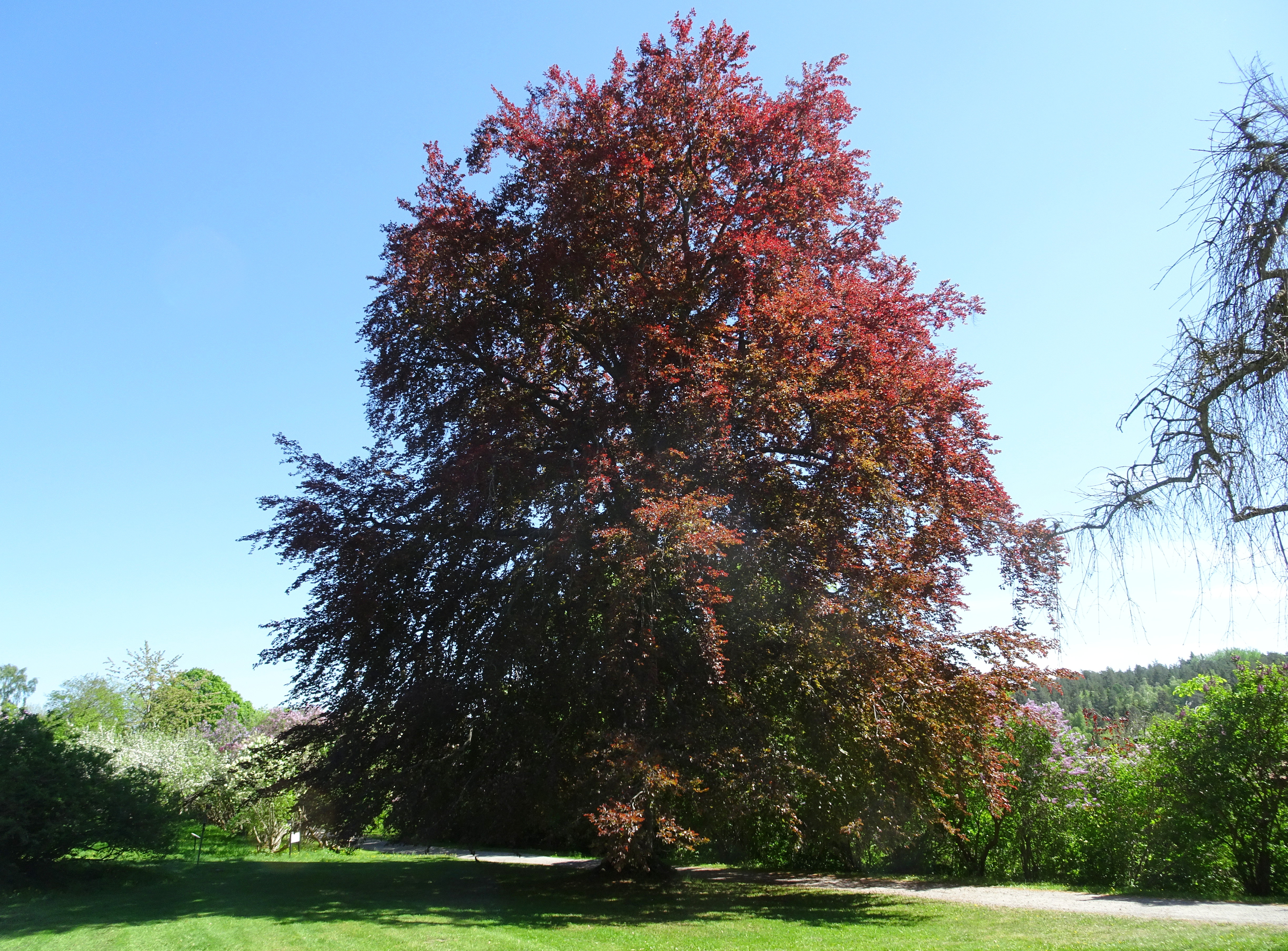
Slottets stora blodbok, maj 2018.
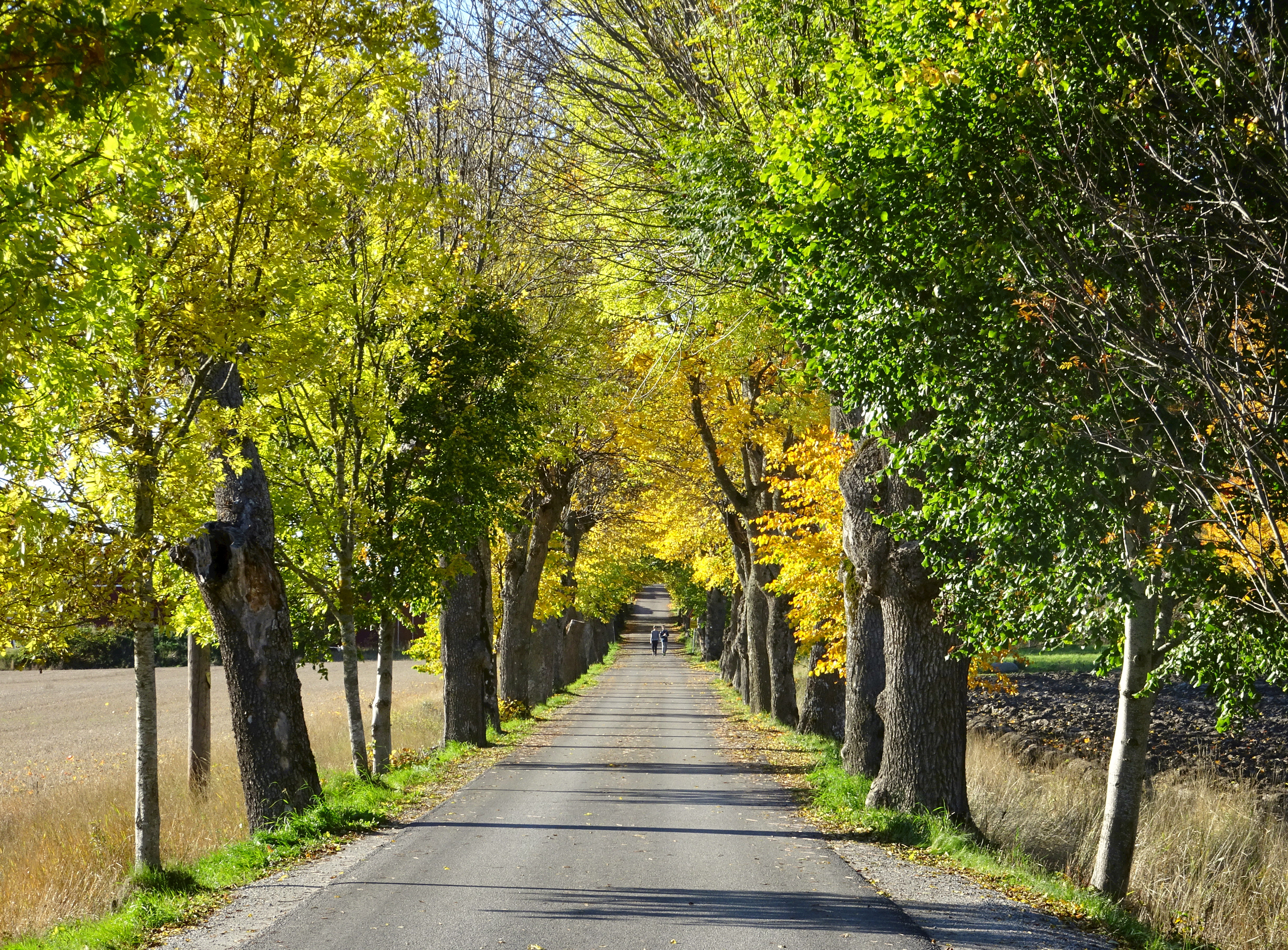
Slottsallén mot väst.
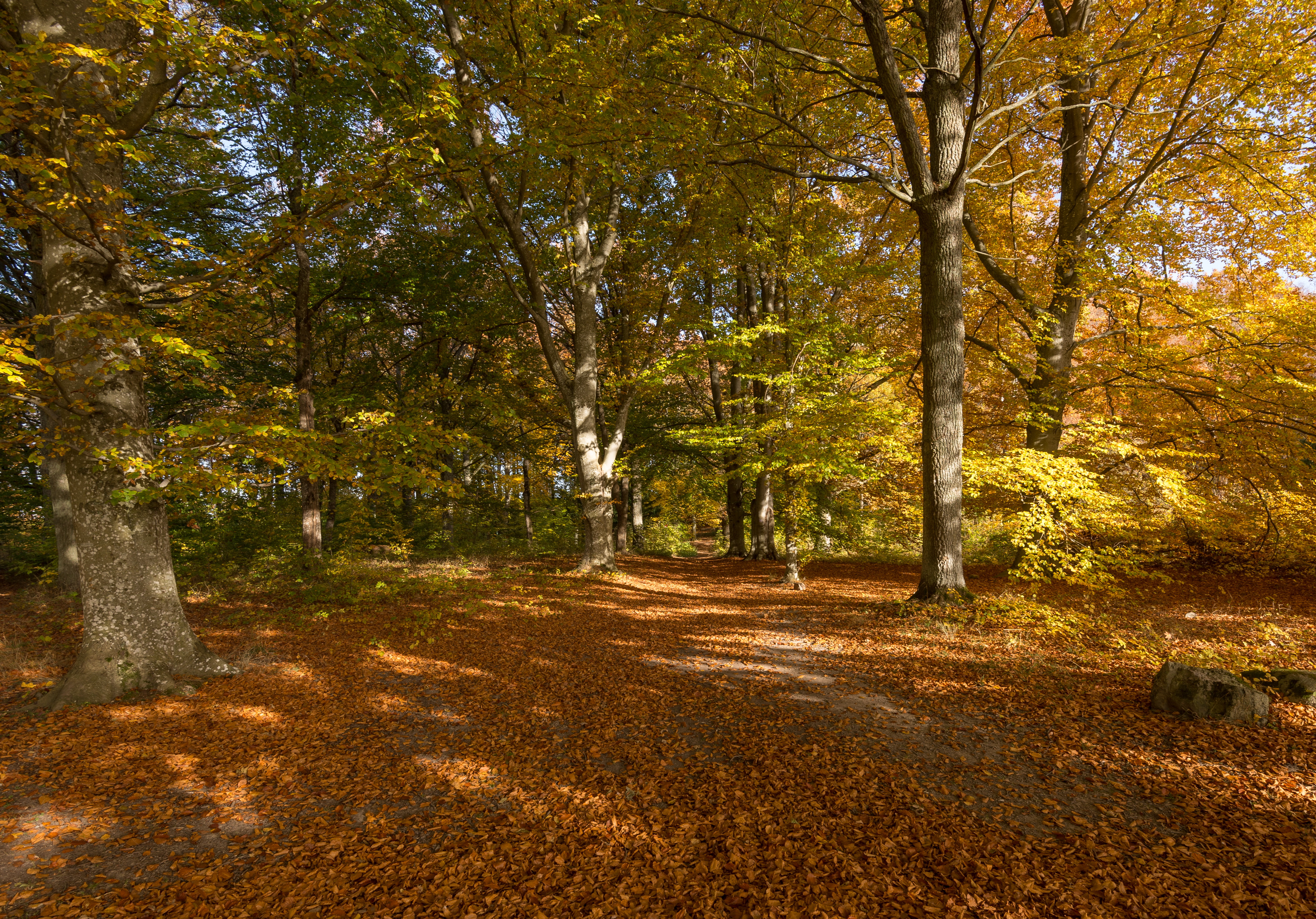
Den planterade bokskogen i parken.
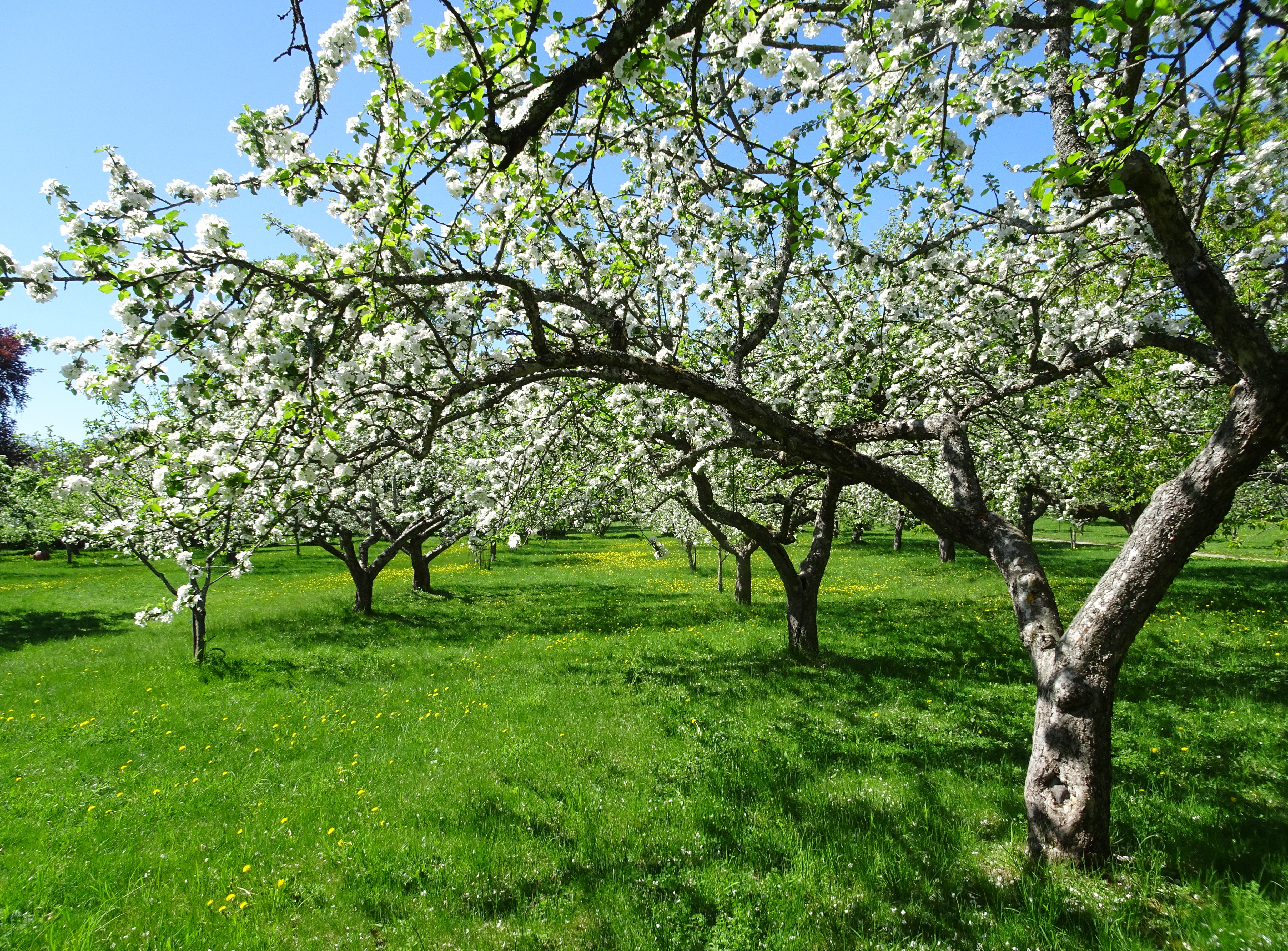
Ekebyhovs Äppelgenbank i blom.
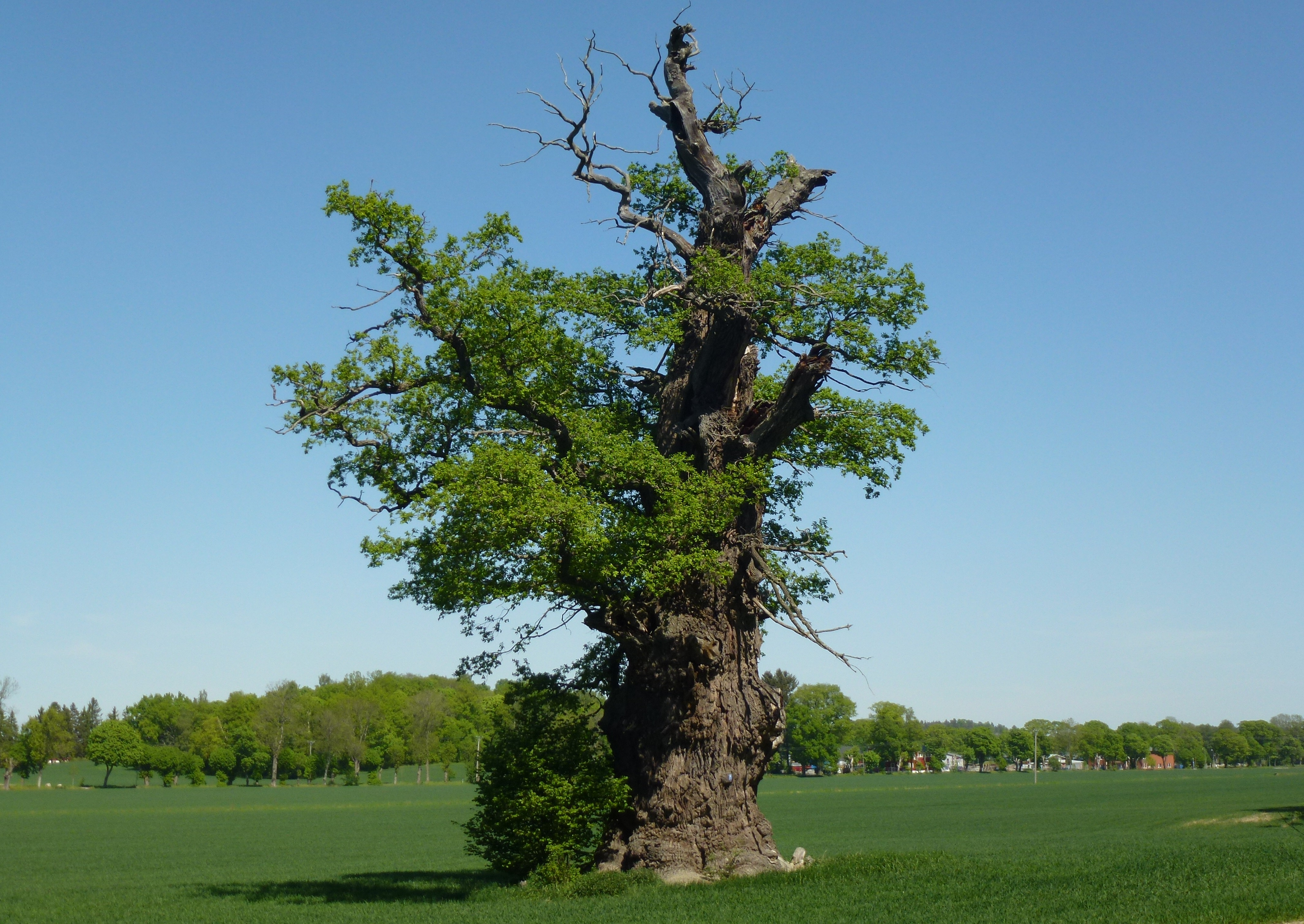
Ekebyhovseken på våren 2012.